# Chalinolobus nigrogriseus
Chalinolobus nigrogriseus е вид прилеп от семейство Гладконоси прилепи (Vespertilionidae). Видът не е застрашен от изчезване.

## Разпространение и местообитание
Разпространен е в Австралия (Виктория, Куинсланд, Нов Южен Уелс и Северна територия) и Папуа Нова Гвинея.
Обитава скалисти райони, гористи местности, влажни места, храсталаци, дюни, езера, блата, мочурища и тресавища. Среща се на надморска височина от 57 до 1041,8 m.

## Описание
Теглото им е около 8,8 g.
Популацията на вида е стабилна.